# Kuantana menayah
Kuantana menayah is een keversoort uit de familie glimwormen (Lampyridae). De wetenschappelijke naam van de soort werd voor het eerst geldig gepubliceerd in 2019 door Ballantyne.